# O Escorpião Escarlate
O Escorpião Escarlate é um filme brasileiro de 1990, uma comédia produzida e dirigida por Ivan Cardoso, baseada nas séries de rádio As aventuras do Anjo e O Escorpião Escarlate, essa última criada por Rubens Francisco Lucchetti, que também roteirizou o filme. Distribuído pela Topázio Filmes com trilha sonora do maestro Júlio Medaglia e de Gilberto Santeiro. A canção-tema é interpretada pelo grupo João Penca e Seus Miquinhos Amestrados (que aparecem durante os letreiros finais). Números musicais com Ivon Cury e Roberta Close.
Em outubro de 2015, o roteirista Rubens Francisco Lucchetti lançou pela Editora Laços, a romantização O Escorpião Escarlate - O Roteiro Original.

## Elenco
- Andréa Beltrão … Glória Campos / Dóris
- Herson Capri … Álvaro Aguiar/Anjo
- Nuno Leal Maia … Guido Falcone
- Monique Evans … Madame Ming / locutora
- Susana Matos … Rita Mara / Dóris
- Cláudio Mamberti...Alfredo Máximo
- Isadora Ribeiro … Paula, modelo amiga de Glória
- Leo Jaime … Jarbas/locutor (com a voz dublada por Rodney Gomes)
- Mário Gomes … Airton Cartona, amante de Paula
- Roberta Close … Brigite
- Ivon Cury … ele mesmo (participação especial)
- Consuelo Leandro … mãe de Glória (participação especial)
- Tião Macalé … Porteiro/Macário
- Zezé Macedo … Empregada doméstica ouvinte de rádio (participação especial)
- Wilson Grey … Lassale, o repórter
- Ankito...Campos, pai de Glória (participação especial)
- José Lewgoy...Locutor que interpreta o inspetor de polícia (participação especial)
- Colé Santana...Metralha / Locutor
- Vanusa Spindler...cúmplice do Escorpião Escarlate
- Hélio Ary...patrão de Glória
- Josi Campos
- Simone Carvalho
- Felipe Falcão
- Rafic Farah
- Carlos Imperial (participação especial)
- Carlos Machado (participação especial)
- Benê Nunes
- Nina de Pádua...locutora do patrocinador
- Carla Smith
- Sandro Solviatti
- Sílvio Navas...voz do Sapo Côxo

## Sinopse
Nos anos de 1950, a série de rádio da Rádio Nacional, "As aventuras do Anjo", escrita e interpretada por Álvaro Aguiar, patrocinada pelo desodorante "Cashmere Bouquet", era um grande sucesso popular. Uma das maiores fãs era a estilista Glória Campos, que além de ouvir o rádio todos os dias, também colecionava tudo sobre o Anjo, inclusive as revistas de história em quadrinhos. A trama do programa (mostrada em cenas em preto-e-branco) girava sobre o herói Anjo, playboy milionário que lutava contra o crime, com a ajuda de seus empregados Metralha, o motorista Jarbas e Faísca. Seu grande inimigo era o misterioso "Escorpião Escarlate", aliado da sádica Madame Ming que torturava suas vítimas no "Palácio dos Suplícios", e ajudado pelos assassinos Caveira e Sapo Côxo. Essa luta era acompanhada pela jornalista Dóris, que, devido a esse trabalho, passa a ser ameaçada constantemente pelos bandidos e recorre a proteção do Anjo. Glória frequentemente se imagina como Dóris, vivendo as mesmas aventuras. Certo dia, ao ir ao jornaleiro para comprar as revistas do Anjo, Glória lê as manchetes dos jornais sobre um crime misterioso. Ela imediatamente reconhece como um dos praticados na ficção pelo Escorpião Escarlate e acha que alguém está a imitar o bandido na vida real. Ela vai à Polícia, que não acredita na história. Mas o jornalista Lassale a entrevista e ela fica conhecida. O diretor da rádio, Ângelo Máximo, resolve contratar a jovem para participar de um novo programa ("O Clube do Anjo") e assim ela realiza seu grande desejo, encontrar-se pessoalmente com o locutor Álvaro Aguiar. Ambos se apaixonam, mas, o romance é atrapalhado pelo Escorpião Escarlate que, assim como na ficção, aparece para perseguir o casal.

## Produção
Inicialmente, o roteirista Rubens Francisco Lucchetti que também roteirizou histórias em quadrinhos e escreveu para revistas pulp, pretendia homenagear heróis dessas mídias como O Sombra e Morcego Negro. O nome O Escorpião Escarlate foi retirado de um seriado radiofônico criado por Lucchetti para ser o nome do vilão do filme, inspirado em Doutor Fu Manchu do escritor Sax Rohmer. O escritor criou um herói inspirado nos pulps, O Morcego, contudo, o cineasta Ivan Cardoso sugeriu que o trocasse pelo Anjo, criada por pelo produtor Péricles Leal e interpretado pelo radioator Álvaro Aguiar para série de rádio As Aventuras do Anjo, transmitida pela Rádio Nacional em 1948. Roteirizada por Péricles do Amaral, a série foi transmitida por 17 anos. Logo em seguida, o personagem foi adaptado para uma revista em quadrinhos publicada pela Rio Gráfica Editora e ilustrada por Flavio Colin e Walmir Amaral. A vilã Madame Ming foi inspirada em Madame Dragão, vilã da tira de jornal Terry e os piratas, de Milton Caniff e Sumuru, outra criação de Sax Rhomer. Aguiar também foi homenageado, já que no filme, o Anjo é o próprio radioator. Em outubro de 2015, Lucchetti lançou uma romantização de seu roteiro original pela Editora Laços.

## Principais prêmios e indicações
Festival de Brasília 1990
- Venceu na categoria de melhor edição.

Festival de Gramado 1990
- Venceu nas categorias de melhor melhor música adaptada, melhor direção de arte e melhor cenografia.
- Indicado na categoria de melhor filme.